# L'Ayahuasca, le Serpent et Moi
Pour plus de détails, voir Fiche technique et Distribution.
L'Ayahuasca, le Serpent et Moi est un documentaire français sur l'ayahuasca réalisé par Armand Bernardi en 2004.

## Synopsis
L'ayahuasca est une plante hallucinogène à caractère sacré, utilisée par les Indiens d'Amazonie, principalement au Pérou. Des rituels séculaires entourent la consommation de cette substance dont les vertus thérapeutiques sont avérées pour les sociétés traditionnelles qui l'ont sacralisée. Depuis quelques décennies, l'Ayahuasca fait l'objet d'études poussées de la part de scientifiques occidentaux qui analysent ses propriétés pour les utiliser en médecine.
Ce documentaire nous entraîne aux confins de la forêt amazonienne, dans une aventure où se croisent l'ethnologie, la science et les faits de société, un voyage dans le monde de l'hallucination contrôlée et des rituels chamaniques. Le fil conducteur est un jeune occidental venu chercher dans les pratiques de l'Ayahuasca une aide à sa démarche psychothérapeutique. Il démarre son périple à Takiwasi, dans un centre d'accueil pour toxicomanes, puis va à la rencontre de chamans dans la jungle péruvienne. Sur sa route, le film donne la parole à un toxicomane en fin de cure, à un ex-narcotrafiquant, à un chaman Acheninka, à un chaman métis, à un père jésuite qui fait le grand écart entre sa foi chrétienne et l'univers chamanique...

## Fiche technique
- Titre original : L'Ayahuasca, le Serpent et Moi
- Titre anglais : Ayahuasca, the snake and I
- Titre brésilien : Ayahuasca, Eu e a Serpente
- Réalisation : Armand Bernardi
- Scénario : Armand Bernardi
- Production : Artline Films, France 5, Procirep, ANGOA
- Distribution : Doc Net Films
- Musique : Gérard Torikian
- Chef opérateur : Laurent Leymonie
- Son : Salvador Zalvidea
- Montage : Salvador Zalvidea
- Pays d'origine :  France
- Durée : 52 minutes
- Dates de sortie :
  - février 2004 sortie DVD en France
  - décembre 2007 diffusion sur France 5 en France
  - mai 2008 diffusion en version anglaise USA

## Distribution
- Jacques Mabit, Docteur en médecine et pathologie tropicale, expert en médecines traditionnelles appliquées aux toxicomanies
- Flavien Simon
- Père Vincent Santuc, Directeur de l'Institut de Philosophie de Lima
- Rafel Androver
- Raphaël Zalvidea
- Rosa Giove
- Luis Culquiton
- Juan Flores
- Don Solon